# Donnellsmithia
- Commons
- Wikispecies

Donnellsmithia é um género botânico pertencente à família Apiaceae.